# Pressins
Pressins is een gemeente in het Franse departement Isère (regio Auvergne-Rhône-Alpes). De plaats maakt deel uit van het arrondissement La Tour-du-Pin. Pressins telde op 1 januari 2022 1.181 inwoners. 

## Geografie
De oppervlakte van Pressins bedroeg op 1 januari 2022 10,1 vierkante kilometer; de bevolkingsdichtheid was toen 116,9 inwoners per km².

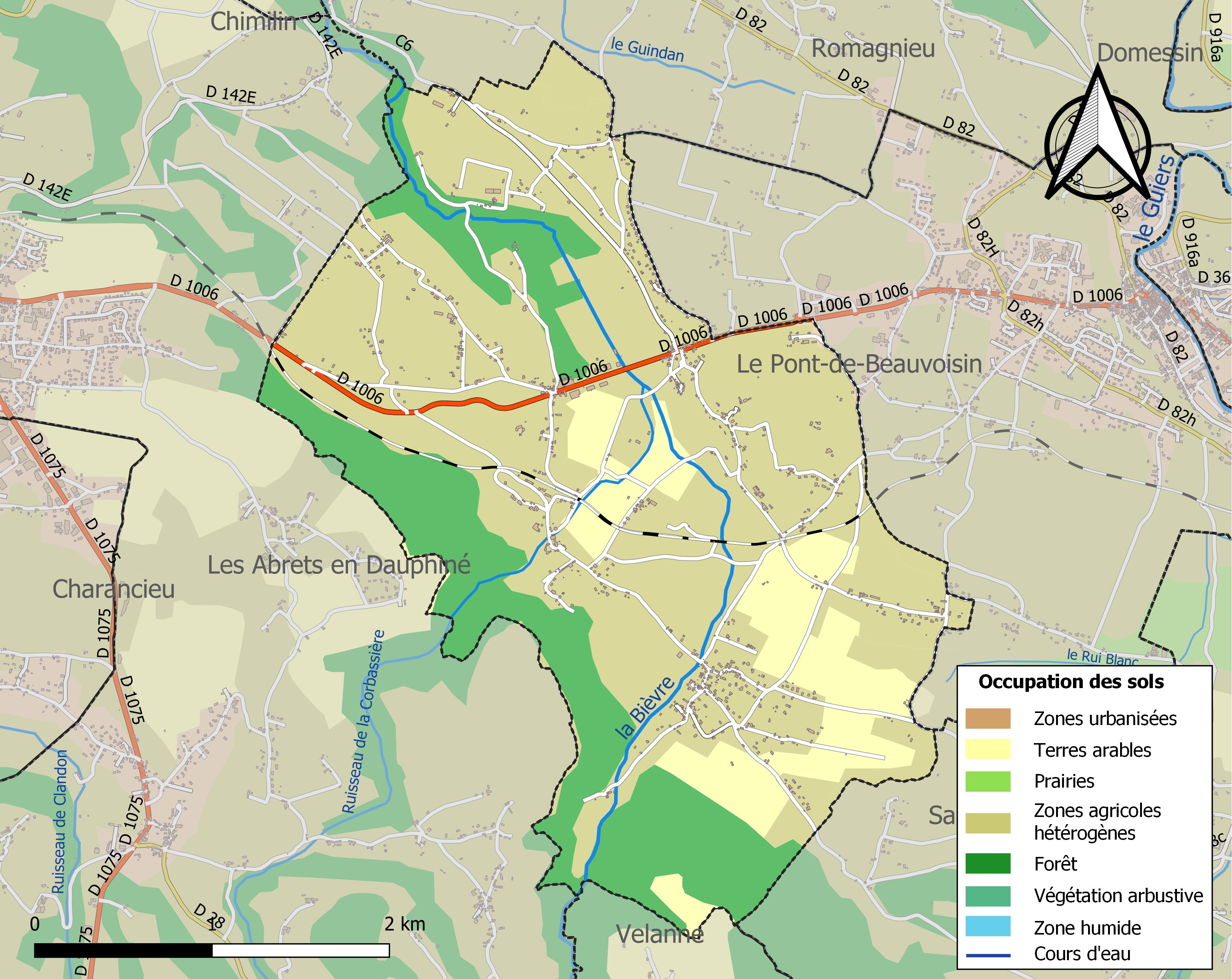
Kaart van de gemeente met de belangrijkste infrastructuur, bodemgebruik en omliggende gemeenten

## Demografie
Onderstaande figuur toont het verloop van het inwonertal (bron: INSEE-tellingen).